# 自強派克花介
自強派克花介（学名：Pacambocythere tzuchianga）为粗面介科派克花介屬下的一个种。